# Kickapoo

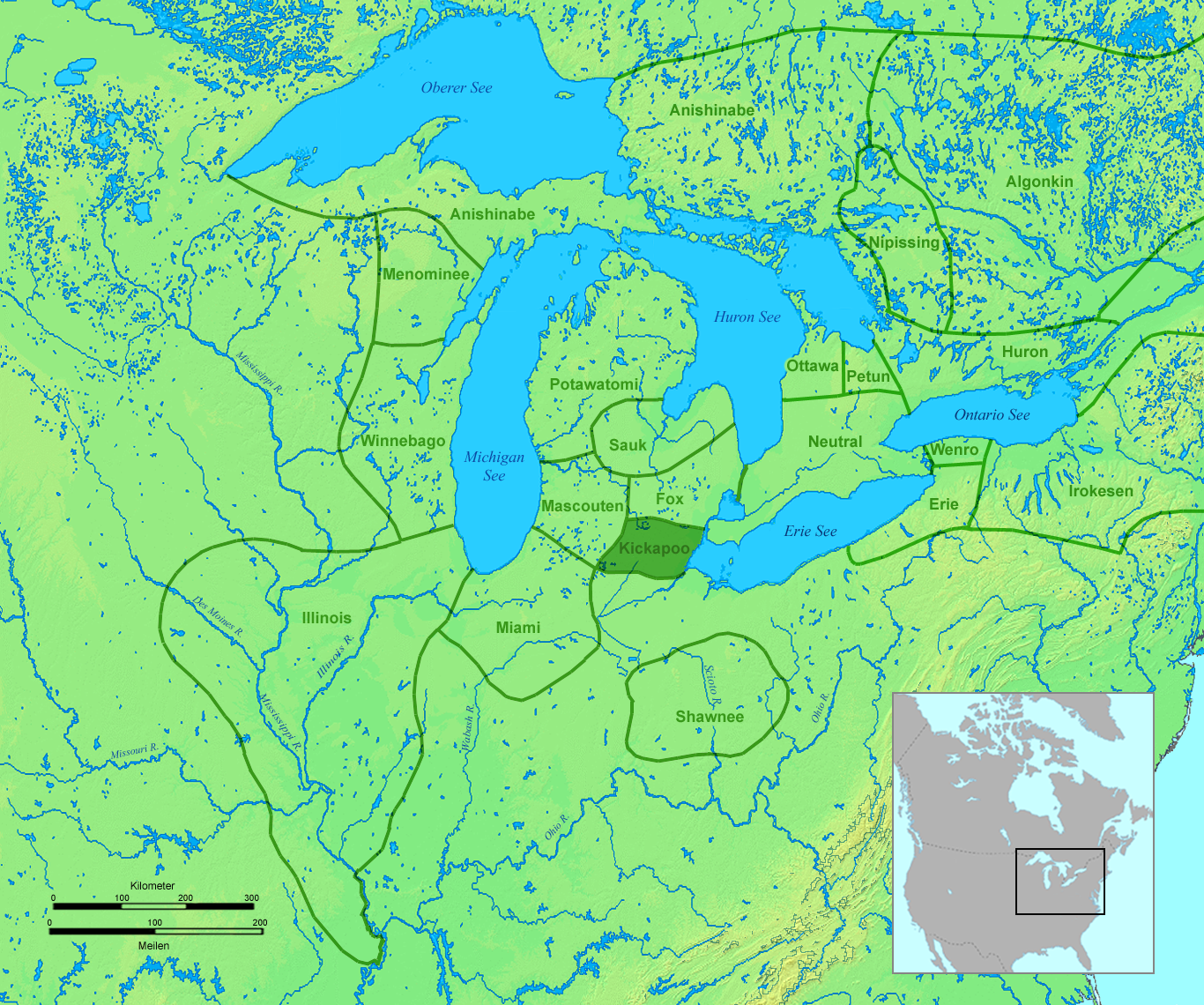
Wohn- und Jagdgebiet der Kickapoo um 1650

Die in den USA als Kickapoo oder in Mexiko als Kikapú bekannten indigenen Völker der Algonkin-Sprachfamilie lebten zu Beginn des europäischen Kontaktes westlich des Eriesees im äußersten Süden des heutigen US-Bundesstaates Michigan.
Heute gibt es drei bundesstaatlich anerkannte (federal recognized) Gruppen in den Vereinigten Staaten, nämlich in Kansas, Texas und Oklahoma. Eine vierte Gruppe lebt im Bundesstaat Coahuila in Mexiko. Von Beginn des europäischen Kontakts an widerstanden die Kickapoo der Anpassung in ökonomischen, politischen und religiösen Belangen und blieben so weit wie möglich bei ihrer traditionellen Lebensart.
Die indianischen Stämme/Völker werden häufig durch ihre Reaktion auf europäische Kolonisten definiert: die sog. Fünf Zivilisierten Stämme (der Cherokee, Chickasaw, Choctaw, Muskogee und der Seminolen) versuchten, sich in die neue Zivilisation einzufügen; die Apachen kämpften mit Händen und Füßen gegen Amerikaner (Apache-Wars, 1849 bis 1924) und Mexikaner (Apache–Mexico Wars, 1831 bis 1933). Die Kickapoo, die weder gegen die mächtigen Amerikaner kämpfen noch sich ihnen ergeben wollten, wählten eine dritte Taktik: Sie wichen mehrfach nach Westen und Süden zurück um der amerikanischen Frontier und U.S.Army zu entkommen, bis die verschiedenen Bands schließlich in Kansas, Oklahoma, Texas und Mexiko lebten – weit entfernt von ihrer ursprünglichen Heimat Michigan, Wisconsin und Illinois. Heute ist die Kultur und Sprache der Kickapoo am lebendigsten unter den „Mexiko Kickapoo“ erhalten, vermutlich da dieser Stamm geographisch am weitesten von den Vereinigten Staaten und deren Indianerpolitik entfernt ist.

## Sprache
Die Kickapoo sprechen zusammen mit den eng verwandten und verbündeten Meskwaki und Sauk (Thâkîwaki) eine gemeinsame Zentrale Algonkin-Sprache, die meist als Meskwaki (auch: Fox-Sauk-Kickapoo) bekannt ist.
Die beiden Dialekte Thâkiwâtowêweni und Meskwakiatoweni stehen einander am nächsten und weisen größere Unterschiede zum Dialekt der Kickapoo auf.
Dementsprechend gibt es drei Dialektvarianten:
- Meskwakiatoweni („Sprache der Meskwaki“)
- Sac/Sauk oder Thâkiwâtowêweni („Sprache der Thâkîwaki“), und
- Kickapoo (einige Linguisten betrachten diese nicht als Meskwaki-Dialekt, sondern als eng verwandte – jedoch eigene Sprache (ISO3 = kic).)

Zudem bildete die heute ausgestorbene Sprache der eng mit den Kickapoo assoziierten (heute als eigenständiger Stamm nicht mehr existenten) Mascouten eine weitere Dialektvariante derselben Sprache; ihre Sprache bzw. Dialekt ist jedoch praktisch unbekannt (da undokumentiert). Die sprachlichen und kulturellen Gemeinsamkeiten lassen vermuten, dass diese vier Stämme noch kurz vor dem Kontakt mit Europäern eng beieinander gelebt haben. Einige Indizien sprechen dafür, dass die Shawnee als fünfter Stamm ebenfalls zu dieser Gruppierung gehören könnten.
Das Meskwaki gehört zu den vom Aussterben ernsthaft gefährdeten Sprachen, da die Mehrzahl der Sprecher aus älteren Stammesmitgliedern besteht. Die Schule in der Meskwaki-Siedlung in Iowa bietet zweisprachigen Unterricht an. Am Smithsonian Institut und an der Universität von Chicago werden Forschungsprojekte über Meskwaki durchgeführt.

## Name
Die heute allgemein gebräuchliche Stammesbezeichnung „Kickapoo“ leitet sich entweder von einer allgemein unter benachbarten Algonkin-sprachigen Stämmen üblichen Bezeichnung (Exonym) oder von ihrer Eigenbezeichnung (Autonym) ab; es könnte jedoch auch sein, dass sie eine ursprüngliche Fremdbezeichnung adaptierten und fortan als Eigenname gebrauchten. Mehrere Varianten der Stammesbezeichnung sind bekannt: die Anishinabeg bezeichneten sie als Giiwigaabaw, die Sauk und Meskwaki als Kîkâpôwa und sie selbst daher als Kiikaapoa, Kiikaapoi oder Kiwigapawa (weitere Varianten: Kikapu, Kiwegapaw); die Bedeutung wird meist sinngemäß mit „diejenigen, die hier und dort sind“ bzw. „die Wanderer“ wiedergegeben und könnte sich auf die nomadische Lebensweise (die benachbarten Völker waren meist Ackerbauern) oder auf die andauernden Wanderungen/Fluchtbewegungen des Stammes beziehen. Diese Interpretation ist jedoch umstritten und allgemein wird angenommen, dass es sich hierbei um eine Volksetymologie handelt.
Weitere Bezeichnungen für die Kickapoo: Auyax (Tonkawa), Hecahpo (Otoe), Igabu/Higabu (Omaha-Ponca), Ikadu (Osage), Ontarahronon (Huron: „Volk am See“) oder Tekapu (Wyandot), Shakekahquah (Wichita), Shigapo (Shikapu) (Kiowa-Apache), Sikapu (Comanche).

## Wohngebiet
Die Kickapoo sind so oft umgezogen, dass der Stamm nicht einem bestimmten Wohngebiet zugeordnet werden kann. Beim ersten Kontakt mit Europäern am Ende des siebzehnten Jahrhunderts lebten sie im südlichen Wisconsin. Ihr dortiger Aufenthalt war jedoch relativ kurz. Zuvor hatten sie in einem Gebiet westlich des Eriesees im äußersten Süden des heutigen Michigan gesiedelt. Kurz nach dem europäischen Kontakt zogen sie an den Wabash River und ins zentrale Illinois. Im frühen neunzehnten Jahrhundert verdrängten sie weiße Siedler nach Westen über den Mississippi und spalteten den Stamm in mehrere Gruppen. Ein Teil der Kickapoo zog dauerhaft ins nordöstliche Kansas. Die übrigen Stammesmitglieder zogen getrennt nach Westen zum Missouri und später in südwestlicher Richtung nach Texas und Mexiko. Schließlich bildeten sich zwei Kickapoo-Gemeinden, von denen eine im zentralen Oklahoma liegt, während die zweite im Norden des mexikanischen Staates Coahuila zu finden ist. In dieser Phase sind sie den Präriestämmen zuzuordnen.

## Externe Beziehungen
Die Kickapoo waren sowohl sprachlich als auch kulturell eng verwandt mit den Sauk, Meskwaki und Mascouten. Zu den Mascouten hatten sie offenbar die engsten Beziehungen und nahmen sie schließlich in ihren Stamm auf. Alle vier Stämme weisen außerdem kulturelle und sprachliche Ähnlichkeiten mit den Shawnee auf. Der Legende nach waren sie einst ein einziger Stamm und teilten sich nach einem Streit über eine Bärentatze. Bei ihrem kurzen Aufenthalt in Wisconsin knüpften sie einige Beziehungen zu den Miami und folgten ihnen im achtzehnten Jahrhundert an den Wabash River. Die Kickapoo im zentralen Illinois hatten gute Kontakte zu den Potawatomi und setzten sie später in Kansas fort.
Die Feinde der Kickapoo wechselten im Laufe der Zeit. Zur Zeit des ersten Kontakts mit Europäern führten sie Krieg gegen die Dakota und danach gegen die Irokesen, von denen sie schließlich nach Wisconsin vertrieben wurden. Danach bildeten sie eine Allianz mit benachbarten Stämmen und kämpften längere Zeit gegen die Illinois-Konföderation, die sie schließlich besiegten und nach Süden vertrieben. Ihre Hauptfeinde waren jedoch die Osage und Chickasaw. In den Chickasaw-Kriegen im achtzehnten Jahrhundert kämpften sie auf französischer Seite gegen die mit den Chickasaw alliierten Engländer. Der langjährige Krieg gegen die Osage setzte sich fort, als die Kickapoo auf ihren Zug nach Westen das Stammesgebiet der Osage durchzogen.
Ihre Beziehungen zu den Kolonialmächten wechselten mehrfach. Nach einer frühen feindlichen Phase hatten sie bis kurz vor dem Amerikanischen Unabhängigkeitskrieg freundliche Kontakte zu den Franzosen. Auch zu den Spaniern und später den Mexikanern pflegten sie gute Beziehungen, jedoch nicht zu den Engländern und nicht zu den Amerikanern.

## Gruppen der Kickapoo

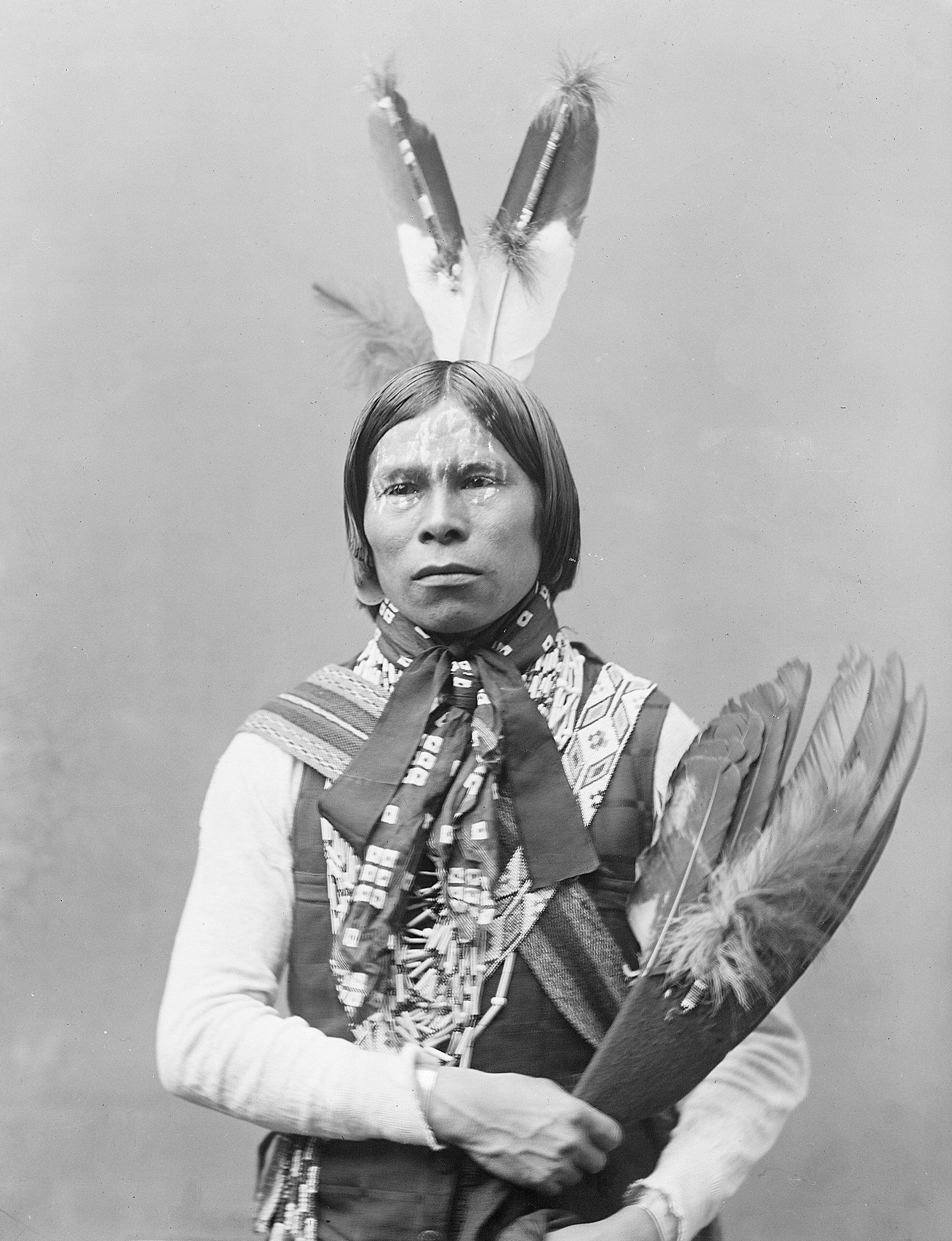
Kickapoo Häuptling Babe Shkit, Oklahom-Reservat

Die Kickapoo waren in einzelne Gruppen geteilt, die Bands genannt werden (englisch „Stammesgruppen“). Nach ihrer Wanderung von Wisconsin nach Illinois teilte sich der Stamm in zwei autonome und nahezu gleich große Einheiten. Die Prärie Band, wie die erste Gruppe genannt wurde, bewohnte das mittlere Illinois, während die zweite Vermilion Band hieß und westlich des Wabash Rivers zu finden war. Politisch waren sich beide Gruppen nicht immer einig. So folgte beispielsweise die Vermilion Band dem Shawnee-Häuptling Tecumseh, die Prärie Band jedoch opponierte dagegen. Beim Verkauf ihres Stammeslands im Jahr 1819 unterschrieben sie getrennte Verträge mit den Vereinigten Staaten. Die Gründe für diese internen Differenzen sind unklar. Vielleicht spielt der Zusammenschluss der Vermillion Band mit den Mascouten eine Rolle.
Aus dem Umzug eines Teils der Kickapoo an den unteren Missouri im Jahr 1763 oder 1765 entstand eine dritte, kleinere band. Danach zerfiel der Stamm in mehrere ähnliche Gruppen, die häufig von separaten Führern gebildet wurden. Eine dieser Gruppen entstand unter den Anhängern des Propheten Kennekuk und lebt noch heute in Kansas. Zwei weitere Gruppen, die nach diversen Trennungen und Zusammenschlüssen gebildet wurden, haben sich in Oklahoma und Mexiko niedergelassen.

## Kultur
Diese Darstellung der Kickapoo-Kultur basiert im Wesentlichen auf wissenschaftlichen Untersuchungen der heute in Oklahoma und Mexiko lebenden Stammesgruppen.

### Lebensunterhalt
Zum Lebensunterhalt hatten die Kickapoo eine Kombination von Ackerbau, dem Sammeln von Wildkräutern und der Jagd entwickelt. Für die Jagd auf Hirsche und Bisons nutzten sie im achtzehnten Jahrhundert ein Jagdgebiet westlich des Mississippi. Im Verlauf der Kolonialkriege warben die europäischen Mächte um die Unterstützung der Indianer, die im Gegenzug europäische Waren und Waffen als Entschädigung erhielten. Diese Warenlieferungen waren ein wichtiger Bestandteil der Stammeswirtschaft. Zwischen 1840 und 1850 spezialisierte sich eine Gruppe der Kickapoo als Zwischenhändler der Comanche. Der Pferde- und Viehdiebstahl war im neunzehnten Jahrhundert ein lukratives Geschäft für zahlreiche Indianer.

### Siedlungsmuster

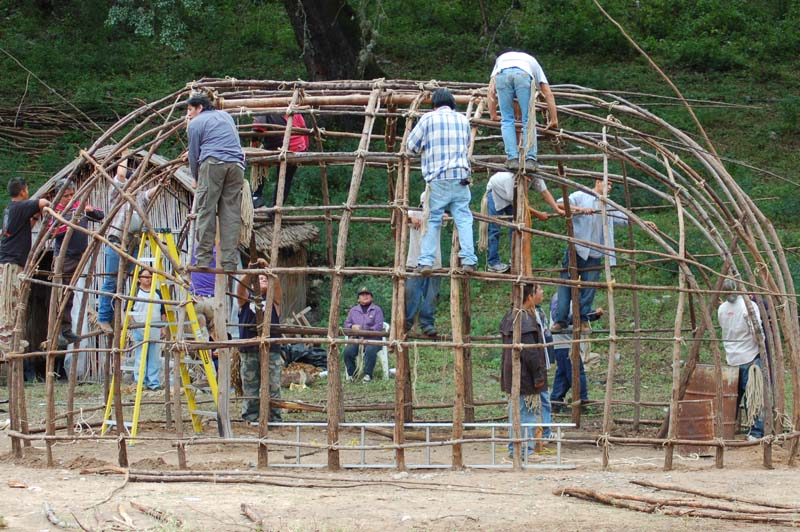
Eine Gruppe Kickapoo aus Nacimiento in Coahuila, Mexiko, erbaut eine Winterunterkunft (2008).

Die Kickapoo wechselten zwischen Sommer- und Winterdörfern. Die rechteckigen Sommerhütten bestanden aus einem Gerüst aus Pfosten und dünnen Ästen und wurden mit Ulmenrinde bedeckt. In der Vorderseite war eine Öffnung, die als Eingang diente. Bei großer Hitze konnten die Seitenwände entfernt werden. Die teilweise runden oder ovalen Winterhütten waren mit Binsenmatten bedeckte Wigwams. Es gab auch kombinierte Dörfer, die sowohl Sommer- als auch Winterhütten enthielten und zusätzlich mit einem Kochhaus und einer Menstruations- und Geburtshütte ausgestattet waren. Im Dorf befand sich normalerweise ein Friedhof und ein Versammlungsplatz, auf dem Spiele und rituelle Tänze veranstaltet wurden.

### Lebenszyklus
Die Geburt fand in einer nahe gelegenen Menstruations- und Geburtshütte statt. Erfahrene Frauen unterstützten die Gebärende und die Nabelschnur des Neugeborenen wurde sorgfältig aufbewahrt. Nach der Geburt eines Jungen blieb die Mutter dreißig Tage und bei einem Mädchen vierzig Tage lang in dieser Hütte. Mehrere Monate danach gab es eine Namenszeremonie, verbunden mit Gebeten und einem Festessen. Der Ehemann durfte den Namensgeber des ersten Kindes aussuchen, die Frau den zweiten und so ging es abwechselnd weiter. Als Namensgeber wurde gewöhnlich ein Verwandter ausgesucht, der zu seinem oder ihren Klan gehörte. Zur Auswahl des Namens gehörte auch eine Vision oder ein überprüfter Traum. Während der Zeremonie wurde der Name verkündet, sowie die Namensfindung beschrieben. Das Kind gehörte von nun an zum Klan des Namensgebers. Mit erfolgter Namenszeremonie wurde das Kind zum Mitglied des Kickapoo-Stammes und des entsprechen Klans. Neben dem Namensgeber und den Eltern nahmen ein Sprecher und vier Zeugen an der Zeremonie teil. Sie reichten das Kind in die Runde und sprachen es mit seinem Namen an. Danach wurde es nach draußen gebracht, mit Wasser benetzt und mit den Blättern eines Baumes berührt. Bei der Erziehung des Kindes waren die Eltern großzügig, wenn es sich um unbedeutende Vergehen handelte. Die Strafen für ernste Missetaten umfassten Essensentzug, Untertauchen in kaltes Wasser und gelegentlich auch Stockschläge. Durch diese Strafen erhoffte man sich eine Besserung des Kindes.
Bei der ersten Menstruation eines Mädchens musste es zehn Tage in einer separaten Hütte allein verbringen. Der Kontakt mit männlichen Personen war verboten, Frauen durften es jedoch besuchen. Eine ältere Frau gab ihm Instruktionen, wie sich eine erwachsene Frau zu benehmen hatte. Nach dem Ende der rituellen Abgeschiedenheit musste es baden und wurde mit Zweigen geschlagen. Auch bei den weiteren Menstruationen mussten Frauen die Zeit in der Menstruationshütte verbringen, wenn auch in weniger rigoroser Abgeschiedenheit. Sie durften Essen für die Familie vorbereiten, jedoch nicht mit ihr zusammen essen, vor allen Dingen aber durfte sie keine heiligen Dinge berühren. Bei Jungen gab es eine vergleichbare Zeremonie während der Pubertät. Wenn der Junge sein erstes Wild erlegt hatte, wurde ein rituelles Fest veranstaltet, das Gebete, Gesänge und Tänze beinhaltete. Während der Brautwerbung besuchte der Mann des Nachts die Auserwählte im Haus ihrer Familie. Unter den mexikanischen Kickapoo war der Gebrauch einer Liebesflöte oder Brautwerbungsflöte (courting flute) üblich. Bei der traditionellen Heirat erfolgte ein Austausch von Geschenken zwischen den Familien des Brautpaares.
Beim Tod eines Familienangehörigen versammelten sich die Verwandten im Haus des Toten zur Ganze-Nacht-Zeremonie (all-night ceremony). Zu den Anwesenden gehörten Personen für besondere Aufgaben. Es gab einen Mann, der Gebete sprach und Lieder vortrug, zwei Köche für das Festessen, eine ältere Frau, die den Leichnam ankleidete und bemalte, sowie einen älteren Mann, der das Ausheben des Grabes überwachte. Die Auswahl der Beteiligten beruhte auf einem System der Gegenseitigkeit innerhalb des Klans. Die Trauerfeier wurde von Gebeten und Gesängen begleitet, sowie mit leisen Gesprächen über Erinnerungen an den Toten. Wenn die Morgendämmerung begann, brachten vier Männer den angekleideten und bemalten Leichnam zum Grab. Nur ausgewählte Personen waren Zeugen der Bestattung, bei der eine Ansprache an den Toten gehalten wurde. Zu den Grabbeigaben gehörten Tabak, eine Schüssel mit Essen und andere Dinge, wie ein Holzlöffel aus dem Besitz des Toten. Ohne einen Löffel musste der Verstorbene bis in alle Ewigkeit Schaum essen, so glaubte man. Nach dem Mittagsmahl verließen die Verwandten die Trauerfeier. Von Witwen und Witwern wurde erwartet, dass sie eine begrenzte Zeit der Trauer einhielten. Kinder unter zwölf Jahren mussten während der Trauerfeier das Haus verlassen, weil man ihnen den Anblick des Toten ersparen wollte. Nach mindestens vier Tagen bis maximal vier Jahren erfolgte die zeremonielle Adoption des Toten. Lebte der Namensgeber noch, musste er das Fest ausrichten. Anderenfalls übernahmen nahe Verwandte diese Aufgabe. Der Adoptierte sollte dasselbe Geschlecht und Alter des Toten haben, den er oder sie ersetzen würde. Die Zeremonie fand bei Nacht im Haus des Verstorbenen statt und ermöglichte so die Anwesenheit seines Geistes. Von den geladenen Gästen wurde eine Kleiderspende erwartet, damit der Adoptierte neu eingekleidet werden konnte. Neben Gebeten und Gesängen gab es kurz vor dem Morgengrauen ein Spiel oder einen Tanz, der sich je nach Geschlecht des Toten unterschied.

### Soziale Organisation
Die Kickapoo waren in ähnlich lautende Namensgruppen eingeteilt und entsprachen damit ähnlichen Einheiten bei den Sauk, Meskwaki, Shawnee und Potawatomi. Die Ethnologin Betty Ann Dillingham entdeckte neun Namensgruppen bei den Kickapoo in Oklahoma: Blackberry (Brombeere), Eagle (Adler), Water (Wasser), Bear (Bär), War oder Man (Krieg oder Mann), Tree (Baum), Raccoon (Waschbär), Elk (Wapiti) und Buffalo (Bison).
Die Namengruppen der Kickapoo waren keineswegs unilinear, konnten also vom Vater oder der Mutter stammen. Heute haben die Namensgruppen eher eine rituelle Funktionen. Diese konzentrieren sich auf die religiöse Bedeutung von Namen zum Beispiel bei Pack-Zeremonien.
Die Kickapoo besaßen, ähnlich wie die Sauk, Meskwaki und Potawatomi eine Zweiteilung. Die eine Hälfte wurde „Oskasa“ und die andere „Kiiskooha“ genannt oder oft auch mit schwarz oder weiß benannt. Anders als die Systeme der mit ihnen kulturell verwandten Stämme waren die beiden Hälften der Kickapoo eng mit den Namensgruppen verbunden und alle Mitglieder einer Namensgruppe gehörten auch zu derselben Division. Die Zweiteilung der Kickapoo entsprach also annähernd einer Moiety.
Die Zweiteilung des Stammes sorgte für Späße und Neckereien. Darüber hinaus war sie die Basis für sportliche Vergleiche, wie Spiele, Wettrennen und Koch-Wettbewerbe. Eine feste Sitzordnung bei rituellen Veranstaltungen platzierte die Oskasa an die Nordseite und die Kiiskooha an die Südseite des Versammlungsplatzes.

### Politische Organisation
Bei den Oklahoma-Kickapoo gibt es einen Stammesrat, der aus Oberhäuptern der einzelnen Klans besteht. Das Amt wird in väterlicher Linie (patrilinear), allerdings mit Ausnahmen, weitervererbt. Im Jahr 1953 konnte der Sohn einer Schwester oder Tochter des verstorbenen Oberhaupts der gleichen Namengruppe Nachfolger werden. Der Stammeshäuptling kommt traditionell vom Adler-Klan, während der Stellvertreter, der als Sprecher fungiert, aus dem Waschbären-Klan stammt. Diese beiden Klans übernahmen ebenfalls Führungsaufgaben in ihrer Stammesabteilung. Um 1950 beschäftigte sich der Stammesrat überwiegend mit sozialen und zeremoniellen Anliegen. Straftaten wie Mord oder Diebstahl, die früher durch den Stamm verfolgt und oft drakonisch bestraft wurden, übergab man nun mit der Entscheidung disown (nicht zuständig) den lokalen Behörden der Vereinigten Staaten. Die Entscheidungen des Stammesrats mussten einstimmig erfolgen.
Die mexikanischen Kickapoo besitzen einen Stammesrat, der aus erwachsenen Männern und einem Häuptling mit erblicher Würde besteht. Die Aufgaben des Stammesrats umfassen Rechtsprechung, Bestrafung von geringfügigen Straftaten und die Überwachung von Landzuweisungen. Schwere Straftäter werden den mexikanischen Behörden übergeben. Bis 1948 konnte der Häuptling zwei Stammespolizisten ernennen. Im Verlauf der viermonatigen zeremoniellen Saison wird der Stammeshäuptling von einem religiösen Führer ersetzt.
Die Ethnologin Dillingham berichtet von einer „Königin“, die von zeitgenössischen Stammesangehörigen erstmals 1791 erwähnt wurde. Ihre Aufgaben waren eher religiöser als politischer Art. Die beiden letzten Frauen in dieser Funktion, die es allerdings heute nicht mehr gibt, waren eine Mutter und deren Tochter.

### Religion
Die Kickapoo weigerten sich, die französischen Jesuiten anzuhören und behielten fast ausnahmslos ihren traditionellen Glauben. Von allen Kickapoo hat der mexikanische Zweig die meisten Anhänger der alten Religion und verweigert Fremden den Besuch ihrer Zeremonien. Relativ viele Angehörige beherrschen noch die Kickapoo-Sprache und haben den höchsten Prozentsatz an vollblütigen Stammesmitgliedern aller Stämme in den Vereinigten Staaten.
Im Mittelpunkt der Religion stehen gute Beziehungen zu den Manitus oder Geistern, die das Leben für den Einzelnen sicher und sorgenfrei machen sollen. Unter den Geistern gibt es eine hierarchische Ordnung an deren Spitze der Große Manitou oder Schöpfer steht. Dazu kommen weitere Erscheinungen, wie die vier Winde, Sonne, Mond, Sterne und Großmutter Erde. Auch alltägliche Dinge werden verehrt, zum Beispiel Pflanzen und Tiere, die im Leben der Kickapoo eine Rolle spielen. Tabak und der Donnergott (Thunderer) stellen ein wichtiges Medium dar, um mit den übersinnlichen Wesen zu kommunizieren.
Es gibt eine große Zahl an wichtigen, öffentliche Ritualen, die zu bestimmten Jahreszeiten abgehalten werden. Im Winter finden keine Rituale statt, denn zu dieser Zeit, so glaubt man, schlafen alle Geister. Die zeremonielle Saison startet im Frühling mit einer Serie von Sacred-Pack-Ritualen. Im Sommer folgen eine Anzahl religiöser Feste, wie die Grünkorn-Zeremonie (Green Corn Ceremony) zur Zeit der Maisernte. Schließlich beenden eine Reihe weiterer Sacred-Pack-Zeremonien die rituelle Saison. Zahlreiche Kickapoo aus Oklahoma reisen zur Eröffnung der zeremoniellen Saison nach Mexiko. Die mexikanischen Kickapoo erwidern die Besuche einen Monat später, wenn die Saison in Oklahoma beginnt.

## Geschichte

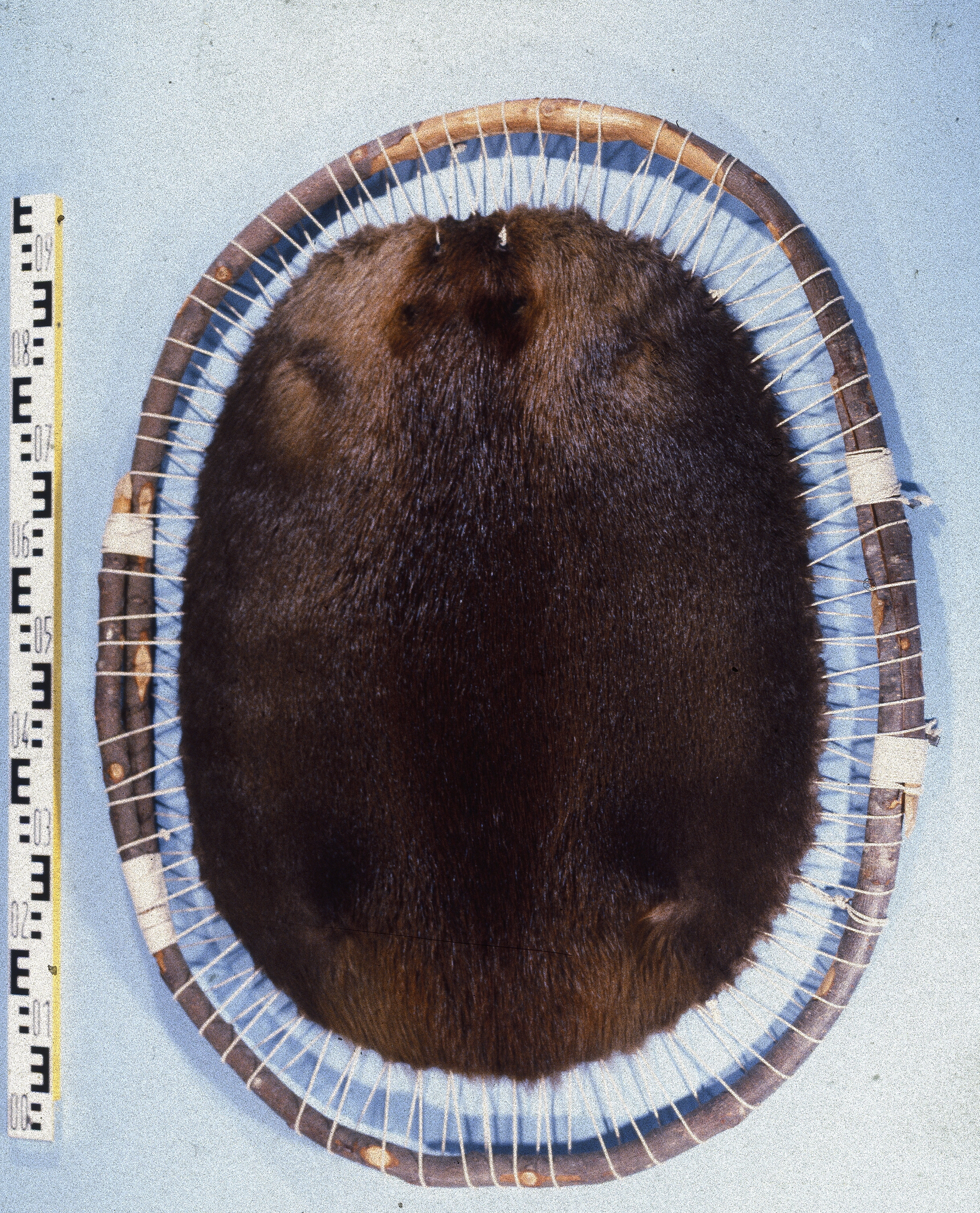
Biberpelz

### Biberkriege
Bevor die Kickapoo einen Europäer gesehen hatten, spürte sie schon die Auswirkungen, die seine Ankunft in Nordamerika gebracht hatte. Der Beginn des Biberkrieges um 1640 wurde vom indianischen Pelzhandel mit den Franzosen verursacht. Auf der Suche nach neuen Jagdgebieten drangen Tionontati, Ottawa und Neutrale in das Stammesgebiet der Kickapoo und griffen deren Dörfer an. Eine Invasion von Irokesen-Kriegern folgte in den 1650er Jahren und zwang die Kickapoo, bis an den Mississippi in das südwestliche Wisconsin zu flüchten.
Die Kickapoo wurden erstmals um 1640 von den Franzosen unter dem Namen Ontarahronon erwähnt, mit dem sie von den Wyandot bezeichnet wurden. Zu dieser Zeit lebten sie im südwestlichen Michigan. Aus weiteren französischen Aufzeichnungen geht hervor, dass sie nach 1665 im südlichen Wisconsin zu finden waren und dort in gemischten Siedlungen zusammen mit den Mascouten und Miami wohnten. Um 1680 waren sie bis an den Illinois River gezogen. Auf einer zeitgenössischen Karte von Jean B.L. Franquelin von 1684 werden die Kickapoo an den oberen Rock River platziert, den er als „Kickapoo River“ bezeichnet. Sie beteiligten sich wie die anderen Stämme am Pelzhandel, doch ähnlich wie die Meskwaki und Mascouten lehnten sie eine Missionierung strikt ab. Um 1710 zogen einige Kickapoo in die Nähe des neuen französischen Handelsposten und siedelten an der Mündung des Maumee Rivers. 1712 wurde eine Gruppe von Mascouten im südlichen Michigan von Potawatomi und Ottawa angegriffen und flüchteten nach Osten zu ihren Verbündeten Meskwaki und Kickapoo bei Detroit.

### Fox-Kriege
Als die Franzosen in Fort Pontchartrain du Détroit (französisch für: Fort Pontchartrain an der Meerenge), dem Standort des heutigen Detroit, offen Partei für die Ottawa ergriffen, wurden sie von den vereinigten Stämmen ihrer Gegner angegriffen. Damit begann der erste Fox-Krieg (1712–1716). Die erste Attacke war erfolglos und die Meskwaki, Mascouten und Kickapoo entschlossen sich zu einer Belagerung des Forts. Eine anrückende alliierte Streitmacht aus Wyandot, Ottawa, Ojibwa und Potawatomi griff die Belagerer überraschend an und in einem folgenden Massaker wurden über 1.000 Krieger der Meskwaki, Mascouten und Kickapoo getötet. Die Überlebenden flohen nach Wisconsin und lieferten sich mit den Franzosen und deren indianischen Verbündeten drei Jahre lang Überfälle und Rachefeldzüge. Auch im zweiten Fox-Krieg (1728–1737) kämpften die Kickapoo und Mascouten zunächst auf der Seite der Meskwaki gegen die Franzosen und die mit ihnen verbündeten indigenen Völker. Als die Mascouten und Kickapoo sich weigerten, französische Gefangene umzubringen, trennten sich die Meskwaki von ihnen als Verbündete. In der Schlacht von 1730, die fast zur Ausrottung der Meskwaki führte, standen die beiden ehemaligen Verbündeten auf Seiten der Sieger.

### Umzug nach Illinois und Trennung in zwei autonome Bands
In der ersten Hälfte des achtzehnten Jahrhunderts zogen die Kickapoo nach Süden in das Gebiet der Illinois und siedelten um 1729 am unteren Rock River, was zu Konflikten mit den dort lebenden Stämmen führte. Danach stießen sie weiter nach Süden und Osten vor und erreichten den Wabash River. Zu dieser Zeit trennte sich der Stamm und bildete zwei autonome Gruppen. Das Siedlungsgebiet der Prärie-Band lag im zentralen Illinois und erstreckte sich zwischen dem Tal des Sangamon Rivers bis zum Peoria Lake. Die Vermilion-Band hatte sich mit den Mascouten vereinigt und lebte am Westufer des Wabash Rivers und seinen westlichen Nebenflüssen. Die Kickapoo blieben weiterhin Alliierte der Franzosen und erhielten im Gegenzug europäische Waren und Feuerwaffen. Sie sicherten den Franzosen die Loyalität der benachbarten Stämme und kämpften gemeinsam mit ihnen gegen die mit den Engländern verbündeten Chickasaw.
Im Franzosen- und Indianerkrieg (1755–1763) standen sie auf französischer Seite. Im Winter 1757/58 steckten sich die Kickapoo-Krieger mit Pocken an und brachten die Epidemie in ihre Dörfer. Nach der Eroberung von Québec und Fort Niagara durch die Briten war der Krieg in Nordamerika für Frankreich verloren. Als die Franzosen abzogen, übertrugen die Kickapoo ihre Bündnistreue auf die spanischen Nachfolger in Missouri. 1763 oder 1764 zog eine Gruppe an den unteren Missouri River. Der Pontiacs Aufstand wurde von den Kickapoo begeistert unterstützt und sie überfielen 1771 zahlreiche englische Siedlungen, sogar noch nach dem Friedensschluss.

### Amerikanische Revolution, Krieg von 1812 und Nachkriegszeit

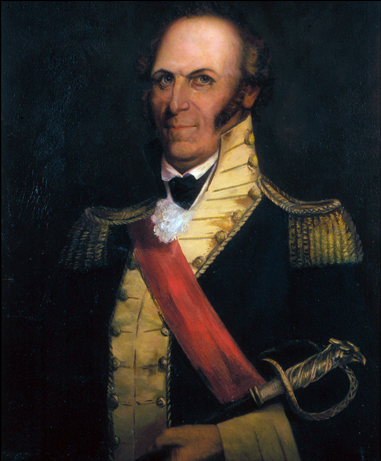
Gouverneur Charles Scott

Zu Beginn der Amerikanischen Revolution (1775–1783) waren die Kickapoo zunächst neutral. Später waren sie auf der Seite der Amerikaner zu finden, bis sie deren Absichten bezüglich ihres Landes erkannten. Gemeinsam mit den andern Stämmen in der Region kämpften sie schließlich auf der britischen Seite gegen die Vereinigten Staaten. Die Dörfer der Vermilion-Band wurden von den Amerikanern unter Gouverneur Charles Scott zerstört und die überlebenden Bewohner flüchteten über den Mississippi. Später kehrten sie an den Wabash River zurück und schlossen sich Tecumseh an, während die Prärie-Band gegen die Bewegung opponierte.
Nach der verlorenen Schlacht von Tippecanoe im Jahr 1811 begannen Krieger der Vermilion-Band, amerikanische Siedlungen zu überfallen. Auch die Prärie-Band beteiligte sich an die Aktionen, die sich im Verlauf des Krieges von 1812 noch zunahmen. Trotz des Friedensvertrags von Springwells 1815 gab es noch immer Übergriffe der Kickapoo auf amerikanische Siedlungen in ihrem Territorium. Sie hörten erst auf, nachdem 1819 beide Bands einen Vertrag unterzeichnet hatten, in dem ihnen ein Gebiet im südwestlichen Missouri im Austausch zugesichert worden war.
Im Juli 1819 unterzeichneten die Kickapoo zwei Verträge mit dem Bureau of Indian Affairs, die sie zwangen, sich westlich des Mississippi anzusiedeln. Die staatlichen Bevollmächtigten überredeten die Kickapoo, ihr Land von 56.656 km² Größe gegen Geldprämien, sofortige Barzahlungen, sowie ein neues Wohngebiet in Missouri abzutreten. Der Umzug in ihr neues Wohngebiet erfolgte außerordentlich langsam und zog sich über 15 Jahre hin, denn viele Kickapoo wollten ihre Heimat in Illinois nicht verlassen. Um 1832 waren erst 600 von den geschätzten 2.000 Kickapoo nach Missouri umgezogen. Aufgrund der ständigen Probleme mit den dort ansässigen Osage ersuchten sie die US-Behörden, ihr Land in Missouri zu verkaufen und nach Kansas umziehen zu dürfen. Im Oktober 1832 unterzeichneten die Kickapoo den Vertrag von Castor Hill, in dem sie ihr Land in Missouri gegen 1.930 km² im nordöstlichen Kansas eintauschten. 800 Kickapoo zogen um nach Kansas und rund 100 Krieger meldeten sich 1837 freiwillig, um in Florida als Kundschafter der US-Armee zu dienen. In den 1830er Jahren fielen zahlreiche Kickapoo dem Alkohol und Epidemien zum Opfer. Amerikanische Missionare bemühten sich abermals vergeblich, die Stammesmitglieder zum Christentum zu bekehren.

### Kennekuk

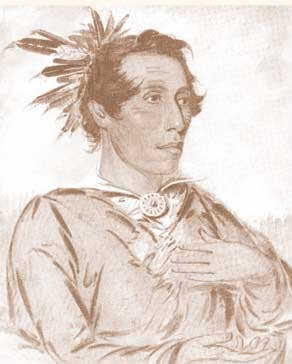
Kennekuk

Die Kickapoo akzeptierten zwar nicht die christlichen Missionare; einem Propheten aus den eigenen Reihen gelang es jedoch, ihnen einige der christlichen Werte zu vermitteln. Häuptling Kennekuk, auch der Kickpoo-Prophet genannt, predigte seit dem Krieg von 1812 und errichtete eine nativistische Bewegung. Seine Lehre enthielt christliche Elemente und ein striktes Verbot von Alkohol, Polygamie und Kriegsführung. Darüber hinaus predigte er eine Politik der kulturellen Anpassung und Annäherung an die weiße Zivilisation. Die von Kennekuk verkündeten Regeln wurden von seinen Anhängern strikt befolgt und von den amerikanischen Behörden ausdrücklich begrüßt. Sie stießen jedoch bei den übrigen Stammesmitgliedern auf allgemeine Ablehnung.
Kennekuk erreichte es, die Abreise der Anhänger seiner Religion aus Indiana trotz der Vereinbarungen mit den amerikanischen Behörden bis 1834 zu verzögern. So zogen sie nicht nach Missouri, sondern direkt ins Reservat nach Kansas. Dort entwickelte sich ein permanenter Konflikt mit den Traditionalisten aus Missouri, die deshalb in kleinen Gruppen nach und nach in die Großen Ebenen abwanderten. Einige von ihnen wurden in den späten 1840er Jahren in Colorado gesehen. Aus ihrem früheren Aufenthalt in den Prärien des nördlichen Illinois hatten sie Erfahrungen als Reiter und Büffeljäger gesammelt. Die benachbarten Potawatomi vereinigten sich 1851 offiziell mit den Kennekuk-Kickapoo. Erneute Reibereien veranlassten 1864 einige der verbliebenen Traditionalisten, nach Oklahoma zu ziehen. Die heutigen Bewohner des Reservats in Kansas sind Nachkommen der Kennekuk-Kickapoo und Potawatomi.

### Umzug nach Texas, Oklahoma und Mexiko
Eine weitere Gruppe der noch in Missouri verbliebenen Kickapoo zog über Oklahoma und das westliche Arkansas nach Texas. Die Hälfte von ihnen siedelte am Sabine River gemeinsam mit anderen Flüchtlingen aus dem Norden unter der Führung des Cherokee-Häuptlings The Bowl. Als Texas 1836 unabhängig wurde, verschärfte sich die antiindianische Politik des Staates. Weiße Siedler drangen in das Jagdgebiet der Indianer ein und die Kickapoo wehrten sich mit einer Serie von Überfällen. The Bowl verurteilte das Verhalten der Kickapoo, weil er die Vergeltung der Texaner befürchtete. Die Kickapoo schlossen sich mexikanischen Agenten an und mit ihren neuen Verbündeten eröffneten sie einen Guerillakrieg gegen die Texaner. Zahlreiche Kickapoo flohen nach Norden über den Red River, als die Texaner ihr Hauptdorf zerstörten. 1839 wurden auch The Bowls verbliebene Anhänger vertrieben. Ein Teil zog nach Norden, während die Übrigen nach Mexiko flüchteten und in der mexikanischen Armee aufgenommen wurden.
Zwei bands der Kickapoo besiedelten in Oklahoma ein Gebiet, das eigentlich für die Chickasaw vorgesehen war. 1841 wurden sie deshalb von der US-Armee vertrieben, doch die Creek-Nation erklärte sich bereit, sie aufzunehmen. Eine Band siedelte am Wildhorse Creek und die zweite am Canadian River. Auf Einladung der Regierung von Texas kehrte 1842 ein Teil der Kickapoo-Band vom Canadian River zurück nach Texas und siedelte am Brazos River. Damit entstand eine dritte Band. Es gab jetzt die Mothakuck in Texas, die Papequah am Wildhorse River und die Pecan am Canadian River. Jede dieser Gruppen entwickelte eine andere Form des Lebensunterhalts. Die Mothakuck jagten, fingen Wildtiere und handelten mit deren Fellen und Pelzen, die Papequah verkauften sonstige Waren an die Comanche, während die Pecan die Creek vor Überfällen der Osage schützten.
1849 bot die mexikanische Regierung den Kickapoo Land im östlichen Bundesstaat Coahuila an. Sie sollten dort siedeln und das Gebiet gegen Überfälle der Apache und Comanche zu schützen. Ganz Nordmexiko litt in jener Zeit unter den Raubzügen dieser Stämme. Eine Band unter Häuptling Papiquan akzeptierte das Angebot und zog 1850 nach Mexiko. Um 1857 waren die mexikanischen Kickapoo auf über 1.000 Personen angewachsen, während nur noch rund 300 Stammesmitglieder in Kansas lebten. Die Mothakuck zogen von Texas zum Big Beaver Creek in Oklahoma und starteten von dort aus eine Serie von Überfällen auf Siedlungen in Texas, bei denen sie manchmal Hunderte von Pferden erbeuteten. Nachdem Texas Rangers und die US-Armee 1860 die benachbarten Comanche angegriffen hatten, flüchteten die Mothakuck zu ihren Verwandten im östlichen Oklahoma.

### Amerikanischer Bürgerkrieg
Im Amerikanischen Bürgerkrieg (1861–1865) zogen die Texas-Kickapoo als Verbündete der Union ins südliche Kansas und kämpften gegen die mit den Konföderierten alliierten Stämme in Oklahoma. Danach zogen sie nach Süden Richtung Mexiko und erreichten um 1865 Nacimiento in Coahuila, wo ihre Stammesangehörigen seit 1839 lebten. Andere Gruppen folgten, so dass Ende 1865 nur noch in Kansas einige Kickapoo lebten. Alle übrigen hatten die Vereinigten Staaten verlassen. Auf ihrem Weg nach Mexiko wurden einige Gruppen von der Konföderierten Kavallerie angegriffen und zahlreiche Kickapoo getötet. Daraufhin überfielen mexikanische Kickapoo als Vergeltung weiße Siedlungen im südlichen Texas. Diese sporadischen Überfälle setzten sich auch nach Ende des Bürgerkriegs fort. Dabei erbeuteten sie Pferde und Rinder und nahmen Geiseln, die sie gegen Lösegeld wieder freiließen. 1873 hatten sich die Kickapoo-Raubzüge zu einem Dauerkonflikt entlang des Rio Grande entwickelt und wurden sogar bis ins zentrale Texas nördlich des Nueces Rivers ausgedehnt. Durch die Flucht über den Rio Grande konnten sich die Kickapoo regelmäßig ihren Verfolgern entziehen. Colonel Ranald Slidell MacKenzie wurde 1874 autorisiert, mit der 4. US-Kavallerie einen geheimen, illegalen Grenzübertritt zu unternehmen und Nacimiento anzugreifen. Dabei töteten die Amerikaner zahlreiche Kickapoo-Krieger, entführten vierzig Frauen und Kinder und brachten sie nach Fort Gibson in Oklahoma. Nach langen Verhandlungen zogen rund 800 Kickapoo und schwarze Seminolen in ein Reservat in Oklahoma und bekamen ihre gefangenen Familienangehörigen zurück. Die restlichen Kickapoo blieben in Nacimiento.

### Kicking Kickapoo
Nach 1875 setzte das Bureau of Indian Affairs die Kickapoo unter Druck, die Angebote der US-Regierung zu akzeptieren. Dazu gehörten eine Landzuweisung, eine verpflichtende Erziehung der Kinder, sowie ähnliche Maßnahmen für eine langsame Akkulturation. Die meisten Kickapoo weigerten sich bis auf eine progressive Faktion aus Kansas, die 1875 nach Oklahoma kam. 1891 wurden die Führer beider Gruppen aufgefordert, ein Dokument zu unterzeichnen, in dem die Landzuweisung für ihr Reservat und der Verkauf des überschüssigen Gebiets bestätigt wurde. Die progressive Faktion akzeptierte schließlich die Landzuweisung, während die konservative Faktion ablehnte. Diese Gruppe, die man später „Kicking Kickapoo“ nannte, machte so viel Ärger und Scherereien, dass ein Spezialagent für sie abgestellt wurde.
Zwei Drittel der Kickapoo in Oklahoma gehörten der konservativen Gruppe an, die sich einem ausbeuterischen und korrupten Beamten gegenübersah. Ihr früherer Agent überredete sie, nach Mexiko zurückzuziehen und half ihnen bei der Migration. Danach verkaufte er ihr Land auf eigene Rechnung. 1905 lebte nur noch die progressive Faktion der Kickapoo in Oklahoma. Die Dissidenten siedelten zunächst in Nacimiento und zogen dann ins nördliche Sonora. Der betrügerische Agent wurde später der Korruption überführt und bestraft, obwohl illegaler Landverkauf in dieser Zeit an der Tagesordnung war und kaum strafrechtlich verfolgt wurde. Der unrechtmäßige Verkauf wurde schließlich 1914 mit der Rückgabe des Landes an die Kickapoo revidiert. Dennoch kehrten die Emigranten erst in den späten 1920er Jahren zurück nach Oklahoma.

## Heutige Stämme / Bands der Kickapoo
Heute gibt es drei auf Bundesebene anerkannte Stämme (sog. federally recognized tribes) in den Vereinigten Staaten: in Kansas, in Texas und in Oklahoma. Die Mexiko-Kickapoo unterhalten enge politische und familiäre Kontakte zu den Bands in Texas und Oklahoma. Die verschiedenen Stämme bzw. Gruppen der Kickapoo überqueren zudem jährlich mehrmals die Mexikanisch-Amerikanische Grenze um den Kontakt untereinander zu halten, insbesondere um an religiösen Zeremonien im Februar und März in Mexiko teilzunehmen. 1979 baten die Mexiko-Kickapoo um eine Klärung ihres Status, da sie weder in den Vereinigten Staaten noch in Mexiko einen klaren Rechtsstatus hatten. 1983 wurde vom Kongress ein Gesetz verabschiedet, das sie als offizielle Untergruppe der Oklahoma-Kickapoo anerkannte und den Texas-Kickapoo die staatliche Anerkennung auf Bundesebene als Stamm gewährte. 1985 ermöglichte ein Gesetz den Texas-Kickapoo, die mexikanische oder US-amerikanische Staatsbürgerschaft zu wählen, 145 Stammesmitglieder entschieden sich, US-Bürger zu werden, und die restlichen ca. 500 Stammesmitglieder entschieden sich für die mexikanische Staatsbürgerschaft. Tatsächlich bilden politisch die Texas-Kickapoo und die Mexiko-Kickapoo eine grenzüberschreitende Nation, genannt „Kickapoo von Coahuila/Texas“.
Die Oklahoma-Kickapoo, Texas-Kickapoo und insbesondere die Mexiko-Kickapoor werden häufig als Beispiele für Rückständigkeit angeführt und gelten als die konservativste indianische Gesellschaft in Nordamerika. Diese Beurteilung hängt mit ihrer Geschichte und der Ablehnung des American Way of Life zusammen. Die Ursache dieses Konservatismus ist offenbar in der Religion zu suchen. Betty A. Dillingham verglich 1963 diesen Stamm mit einer religiösen Sekte, ein Vergleich, der in gewissem Maße auch auf die Meskwaki zutrifft.

### Kansas-Kickapoo
Der Kickapoo Tribe in Kansas (offiziell: Kickapoo Tribe of Indians of the Kickapoo Reservation in Kansas) bewohnt die kleine Kickapoo Indian Reservation in Kansas im Brown County im Nordosten von Kansas. Die heutige Reservation erstreckt sich über ca. 78 m². Ihr Verwaltungssitz befindet sich in der Stadt Horton. 1960 zählten die Kansas-Kickapoo nur noch 363 Stammesmitglieder und waren eine in der Öffentlichkeit kaum bekannte Kickapoo-Gruppe. Kulturell wurden sie stark von der benachbarten Prairie Band Potawatomi Nation beeinflusst (die sprachlichen und kulturellen Unterschiede sind daher gering), wurden beide Stämme gelegentlich verwechselt, so wurden während der Termination (Versuch der Auflösung aller Stämme und Reservationen und deren Umsiedlung in die Städte) gefordert, dass die Potawatomi als Stamm aufgelöst und ihrer Rechte beraubt werden sollten; jedoch wurden unter diesem Sammelbegriff alle vier in Kansas ansässigen Stämme verstanden: die Potawatomi selbst, die Kansas-Kickapoo, die Sauk and Fox Nation of Missouri in Kansas and Nebraska und der Iowa Tribe of Kansas and Nebraska. Dennoch behielten sie ihre eigenständige Identität, besitzen Namensgruppen und zeigen weitere charakteristische Merkmale der Kickapoo-Gesellschaft. Neben der Kenekuk-Religion gibt es verschiedene Rituale, den Trommelkult und die Native American Church. Damit unterscheiden sich die Kansas-Kickapoo vom Rest des Stammes, der generell konservativer und traditioneller eingestellt ist.

### Oklahoma-Kickapoo
Der Kickapoo Tribe of Oklahoma hatte 1953 379 eingeschriebene Mitglieder. Ihr bevorzugtes Wohngebiet liegt entlang des North Canadian Rivers innerhalb der Grenzen ihres früheren Reservats.

### Texas-Kickapoo
Der Stamm wurde offiziell von der Texas Indian Commission 1977 als state-recognized tribe anerkannt, 1982 erfolgte die Anerkennung als offizielle Untergruppe der Oklahoma-Kickapoo, so dass sie ihre eigene Reservation unter der Kontrolle des Bureau of Indian Affairs statt des Staates Texas erwerben konnten. Schließlich erfolgte 1985 die offizielle Anerkennung als federally-recognized tribe auf Bundesebene, die ihm den Erwerb der ca. 118 Hektar großen Kickapoo Indian Reservation auf dem Gemeindegebiet des heutigen Rosita, Maverick County am Rio Grande südlich von Eagle Pass ermöglichte.

### Mexiko-Kickapoo
Der Tribu Kikapú ist ein binationaler Stamm, einige Stammesangehörige leben sowohl in Mexiko als auch in den Vereinigten Staaten. Die Mexiko-Kickapoo zählten 1954 387 Mitglieder und besitzt ein rund 7.000 ha großes Reservat nordwestlich von Nacimiento. Sie wohnen dort in einer zentralen Siedlung, die ohne Beispiel in der nordamerikanischen Gesellschaft ist, während die Aktivitäten für ihren Lebensunterhalt, wie z. B. Jagd und Farmarbeiten, außerhalb des Reservats stattfinden. Werkzeuge und Aktivitäten für ihren Lebensunterhalt entsprechen dem traditionellen Muster. Einige weitere kleine Kickapoo/Kikapú-Gruppen leben in den mexikanischen Bundesstaaten Sonora und Durango.

## Demografie
Mooney schätzte die Zahl der Kickapoo vor dem Kontakt mit Europäern auf rund 2.000. Zuverlässige Schätzungen aus dem 17. Jahrhundert liegen nicht vor. Spanische Angaben aus dem späten achtzehnten Jahrhundert belaufen sich auf insgesamt 2.700 Stammesmitglieder, davon je 1.200 für die Prärie- und Vermilion-Band und etwa 300, die westlich des Mississippi lebten. Um 1832 zählten sie insgesamt 2.000 Personen, davon waren 350 Mitglieder der Kenekuk Band in Illinois, 400 lebten im Missouri-Reservat, rund 900 in Oklahoma und 300 in Texas. Spätere Zahlen beziehen sich ausschließlich auf Empfänger von jährlichen Zahlungen in Kansas. Um 1875 lebten in Kansas und Oklahoma insgesamt 706 und in Mexiko etwa 350 Kickapoo. Im Jahr 1905 gab es 185 Stammesangehörige in Kansas, 247 in Oklahoma und geschätzte 400 in Mexiko.
Laut US-Zensus aus dem Jahr 2000 lebten in Kansas 3.384, in Oklahoma 137 und in Texas 3 Kickapoo.

## Rezeption
- Edgar Allan Poe hat sie in einer Kurzgeschichte verewigt: „The Man That was Used Up“ (1850).[15]
- Im Musikfilm Tenacious D: The Pick of Destiny wird der Name Kickapoo als fiktive Stadt im gleichnamigen Song genannt.